# 第四張畫
《第四張畫》是一部於2010年上映的台灣電影，導演鍾孟宏，編劇為鍾孟宏與塗翔文，由畢曉海、金士傑、郝蕾、戴立忍、納豆、關穎主演。

## 劇情簡介
小翔今年十歲，與他相依為命的父親，因病在家中死去，三餐無以為繼的他，因偷吃便當而結識面惡心善的老校工，兩人四處撿舊貨之餘，小翔也以為找到了新的歸宿。就在這時，多年不見的母親突然出現，將他帶到新的家庭。
小翔面對性格陰沈的繼父，陷入徬徨，所幸，一次巧遇，他認識了手枪仔，並與他四處偷竊遊蕩。
小翔始終記得，自己還有一個親哥哥，他小時候跟著母親離開，現在卻不知去向了……，偶然，老師從小翔的畫裡發現了這個秘密，就在真相慢慢浮現之際，警察也介入調查，小翔和繼父的關係，因此陷入緊繃狀態……。

## 人物角色
| 演員          | 角色   | 介紹                 |
| 畢曉海        | 小翔   |                      |
| 金士傑        |        | 校工                 |
| 郝蕾          |        | 小翔的母親           |
| 戴立忍        |        | 小翔的繼父           |
| 納豆          | 手槍仔 |                      |
| 關穎          | 黃老師 |                      |
| 梁赫群        |        | 警員                 |
| 羅北安        |        | 西索米朋友（胖叔叔） |
| 陳希聖        |        | 李老闆               |
| 白雲          |        | 廟公                 |
| 陳天德        |        | 小翔的父親           |
| 施恆立 林聖翔 |        | 小翔的哥哥           |
| 劉振雄        |        | 醫院醫生             |
| 鄭一品        |        | 醫院護士             |
| 陳家逵 陳宗進 |        | 禮儀師               |
| 李木星        |        | 司儀                 |
| 日新樂團      | 西索米 |                      |
| 蔣智源        |        | 小翔的同學           |
| 陳冠嘉        |        | 小翔的弟弟           |
| 林立翔        |        | 手槍仔的弟弟         |
| 張世輝        |        | 樣品屋瘦高男         |
| 陳孟宏        |        | KTV圍事              |
| 鄭一香        |        | KTV小姐              |

按電影片尾演出表排序。

## 獎項
| 主辦單位               | 獎項                        | 受獎者         | 階段／結果 |
| ---------------------- | --------------------------- | -------------- | ---------- |
| 第47屆金馬獎           | 最佳劇情片                  |                | 提名       |
| 第47屆金馬獎           | 最佳導演                    | 鍾孟宏         | 獲獎       |
| 第47屆金馬獎           | 最佳女配角                  | 郝蕾           | 獲獎       |
| 第47屆金馬獎           | 最佳新演員                  | 畢曉海         | 提名       |
| 第47屆金馬獎           | 最佳原著劇本                | 鍾孟宏、塗翔文 | 提名       |
| 第47屆金馬獎           | 最佳攝影                    | 中島長雄       | 提名       |
| 第47屆金馬獎           | 年度台灣傑出電影            |                | 獲獎       |
| 第47屆金馬獎           | 國際影評人費比西獎          |                | 獲獎       |
| 第11屆華語電影傳媒大獎 | 百家傳媒年度致敬電影        |                | 提名       |
| 第12屆台北電影節       | 最佳劇情長片                |                | 獲獎       |
| 第12屆台北電影節       | 最佳男演員                  | 畢曉海         | 獲獎       |
| 第12屆台北電影節       | 國際青年導演競賽-觀眾票選獎 |                | 獲獎       |

## 外部連結
- 開眼電影網上《第四張畫》的資料（繁體中文）
- 香港影庫上《第四張畫》的資料（繁體中文）
- 时光网上《第四張畫》的資料（简体中文）
- 豆瓣电影上《第四張畫》的資料 （简体中文）
- AllMovie上《第四張畫》的资料（英文）
- 互联网电影数据库（IMDb）上《第四張畫》的资料（英文）